# Drumcliff Bay SPA
Drumcliff Bay SPA este o arie protejată (arie de protecție specială avifaunistică — SPA) din Irlanda întinsă pe o suprafață de 1.842,68 ha, integral pe uscat.

## Localizare
Centrul sitului Drumcliff Bay SPA este situat la coordonatele 54°19′42″N 8°34′34″W / 54.328454°N 8.576032°V.

## Înființare
Situl Drumcliff Bay SPA a fost declarat arie de protecție specială avifaunistică în februarie 1986 pentru a proteja 19 specii de animale.

## Biodiversitate
Situată în ecoregiunea atlantică, aria protejată nu include niciun habitat protejat.
La baza desemnării sitului se află mai multe specii protejate de  păsări (19): rață fluierătoare (Anas penelope), rață mare (Anas platyrhynchos), pietruș (Arenaria interpres), Branta bernicla, Branta leucopsis, Calidris alba, fugaci de țărm (Calidris alpina), Calidris canutus, prundaș gulerat mare (Charadrius hiaticula), Clangula hyemalis, lebădă de iarnă (Cygnus cygnus), scoicar (Haematopus ostralegus), sitar de mal nordic (Limosa lapponica), Mergus serrator, culic mare (Numenius arquata), călifar alb (Tadorna tadorna), fluierar cu picioare verzi (Tringa nebularia), fluierarul cu picioare roșii (Tringa totanus), nagâț (Vanellus vanellus).